# Bundestagsausschüsse des 13. Deutschen Bundestages
Im Folgenden sind die ständigen Bundestagsausschüsse des 13. Deutschen Bundestages (1994–1998) aufgeführt:
| Ausschuss                                                                                | Vorsitz                                                      | Fraktion | Stellvertreter                                           | Fraktion | Mitglieder |
| ---------------------------------------------------------------------------------------- | ------------------------------------------------------------ | -------- | -------------------------------------------------------- | -------- | ---------- |
| Ausschuss für Wahlprüfung, Immunität und Geschäftsordnung                                | Dieter Wiefelspütz                                           | SPD      | Bertold Mathias Reinartz                                 | CDU/CSU  | 17         |
| Petitionsausschuss                                                                       | Christa Nickels                                              | Grüne    | Jutta Müller                                             | SPD      | 32         |
| Auswärtiger Ausschuss                                                                    | Karl-Heinz Hornhues                                          | CDU/CSU  | Norbert Gansel ab 25. Juni 1997: Markus Meckel           | SPD      | 39         |
| Innenausschuss                                                                           | Hans Gottfried Bernrath ab 18. Januar 1995: Willfried Penner | SPD      | Hartmut Büttner                                          | CDU/CSU  | 39         |
| Sportausschuss                                                                           | Engelbert Nelle                                              | CDU/CSU  | Olaf Feldmann                                            | FDP      | 17         |
| Rechtsausschuss                                                                          | Horst Eylmann                                                | CDU/CSU  | Ludwig Stiegler                                          | SPD      | 32         |
| Finanzausschuss                                                                          | Carl-Ludwig Thiele                                           | FDP      | Peter Harald Rauen                                       | CDU/CSU  | 39         |
| Haushaltsausschuss                                                                       | Helmut Wieczorek                                             | SPD      | Kurt J. Rossmanith ab 12. März 1997: Bartholomäus Kalb   | CDU/CSU  | 41         |
| Ausschuss für Wirtschaft                                                                 | Friedhelm Ost                                                | CDU/CSU  | Ernst Schwanhold ab 27. September 1995: Christian Müller | SPD      | 39         |
| Ausschuss für Ernährung, Landwirtschaft und Forsten                                      | Peter Harry Carstensen                                       | CDU/CSU  | Marianne Klappert                                        | SPD      | 32         |
| Ausschuss für Arbeit und Sozialordnung                                                   | Ulrike Mascher                                               | SPD      | Heinz Schemken                                           | CDU/CSU  | 39         |
| Verteidigungsausschuss                                                                   | Klaus Rose ab 29. Januar 1997: Kurt J. Rossmanith            | CDU/CSU  | Dieter Heistermann                                       | SPD      | 39         |
| Ausschuss für Familie, Senioren, Frauen und Jugend                                       | Edith Niehuis                                                | SPD      | Anke Eymer                                               | CDU/CSU  | 39         |
| Ausschuss für Gesundheit                                                                 | Dieter Thomae                                                | FDP      | Angelika Pfeiffer                                        | CDU/CSU  | 32         |
| Ausschuss für Verkehr                                                                    | Dionys Jobst                                                 | CDU/CSU  | Lothar Ibrügger                                          | SPD      | 39         |
| Ausschuss für Umwelt, Naturschutz und Reaktorsicherheit                                  | Hans Peter Schmitz                                           | CDU/CSU  | Jürgen Rochlitz                                          | Grüne    | 39         |
| Ausschuss für Post und Telekommunikation                                                 | Arne Börnsen ab 11. Februar 1998: Klaus Barthel              | SPD      | Hermann Pohler                                           | CDU/CSU  | 17         |
| Ausschuss für Raumordnung, Bauwesen und Städtebau                                        | Werner Dörflinger                                            | CDU/CSU  | Otto Reschke                                             | SPD      | 32         |
| Ausschuss für Bildung, Wissenschaft, Forschung, Technologie und Technikfolgenabschätzung | Edelgard Bulmahn ab 26. Juni 1996: Doris Odendahl            | SPD      | Karlheinz Guttmacher                                     | FDP      | 39         |
| Ausschuss für wirtschaftliche Zusammenarbeit und Entwicklung                             | Manfred Lischewski                                           | CDU/CSU  | Uschi Eid                                                | Grüne    | 32         |
| Ausschuss für Fremdenverkehr und Tourismus                                               | Halo Saibold                                                 | Grüne    | Simon Wittmann ab 9. Oktober 1996: Gerd Müller           | CDU/CSU  | 17         |
| Ausschuss für die Angelegenheiten der Europäischen Union                                 | Norbert Wieczorek                                            | SPD      | Michael Stübgen                                          | CDU/CSU  | 39         |